# Холодный, Артемий Иванович
Артемий Иванович Холодный (1901—1943) — советский военачальник, полковник.

## Биография
Родился 2 ноября 1901 года в селе Огульцы Харьковской губернии Российской империи, ныне Валковского района Харьковской области Украины.
Украинец. В Красной армии с 1918 года, член РКП(б)/КПСС с 1919 года. Участник Гражданской войны в России. В Харькове окончил 2-месячные курсы советского строительства (1920) и Высшие командные курсы милиции УССР (1922); затем — Киевскую объединённую военную школу командиров (артиллерийское отделение, 1926), Московские военно-политические курсы им. В. И. Ленина (1928), Военную академию РККА им. М. В. Фрунзе (1933); прошёл двухмесячные сборы начальников штабов артиллерийских частей при артиллерийских Краснознаменных КУКС РККА в городе Пушкин (1934).
Участник Великой Отечественной войны с 3 июля 1941 года. В августе 1941 года подполковник А. И. Холодный был назначен начальником артиллерии 1-й танковой, а затем 1-й мотострелковой Московской дивизии. С октября 1941 года участвовал в битве за Москву. 5 января 1942 года Холодному было присвоено звание гвардии полковника. C 13 апреля по 18 апреля 1942 года он исполнял должность командира 1-й гвардейской мотострелковой Краснознаменной Московской дивизии. В декабре 1942 года стал командующим артиллерией 42-й гвардейской стрелковой дивизии в составе 5-й армии 1-го Украинского фронта. Летом 1943 года дивизия в составе войск 5-й гвардейской армии Степного фронта участвовала в Белгородско-Харьковской наступательной операции. В августе 1943 назначен начальником штаба артиллерии 5-й гвардейской армии.
Погиб при обстреле германской артиллерией района сосредоточения войск 5-й гвардейской армии севернее Кременчуга в ходе подготовки к форсированию Днепра 30 сентября 1943 года. Похоронен на Кадетской площади у памятника Славы в Полтаве (ныне Мемориал Славы). Его вдова — Нелон (Нелли) Петровна проживала в Омске.

## Награды
- Награждён двумя орденами Красного Знамени (03.11.1941 и 23.12.1943, посмертно), медалью «XX лет Рабоче-Крестьянской Красной Армии» (22.02.1938).